# Motorový vůz 820
Motorový vůz řady 820 (do roku 1988 řada M 240.0, prototypy původně M 230.5) je typ železničního motorového vozu, který byl v první polovině 60. let vyráběn pro ČSD Vagonkou Tatra Studénka (nyní Škoda Vagonka). V roce 1993 přešly vozy této řady do majetku nástupnických společností ČSD, Českých drah a ŽSR (a následně i ZSSK). V současnosti již nejsou v pravidelném provozu.

## Konstrukce
Vozová skříň motorového vozu řady 820 (M 240.0) je tvořena samonosnou konstrukcí svařenou z ocelových profilů. Je usazena na dvou dvounápravových podvozcích, z nichž jeden je hnaný. Motor je upevněn na samostatném rámu a nachází se pod karoserií mezi podvozky. Krouticí moment je převáděn přes hydrodynamickou převodovku kloubovým hřídelem na nápravovou převodovku jedné nápravy hnaného podvozku (pod zavazadlovým oddílem). Druhá náprava je opět spojena přes hřídel a vlastní nápravovou převodovku. Výbavu některých vozidel tvoří, kromě obvyklých brzd, také elektromagnetická kolejnicová brzda. Interiér vozu je rozdělen na dvě koncová stanoviště strojvedoucího (obě jsou průchozí), zavazadlový oddíl, nástupní prostor s WC, velký oddíl pro cestující, druhý nástupní prostor a malý oddíl pro cestující.
Dva prototypy, označené původně jako řada M 230.5, se částečně lišily od sériových vozů řady M 240.0. Byly kratší (18 m přes nárazníky) a měly menší počet míst k sezení (48).

## Vývoj, výroba a provoz

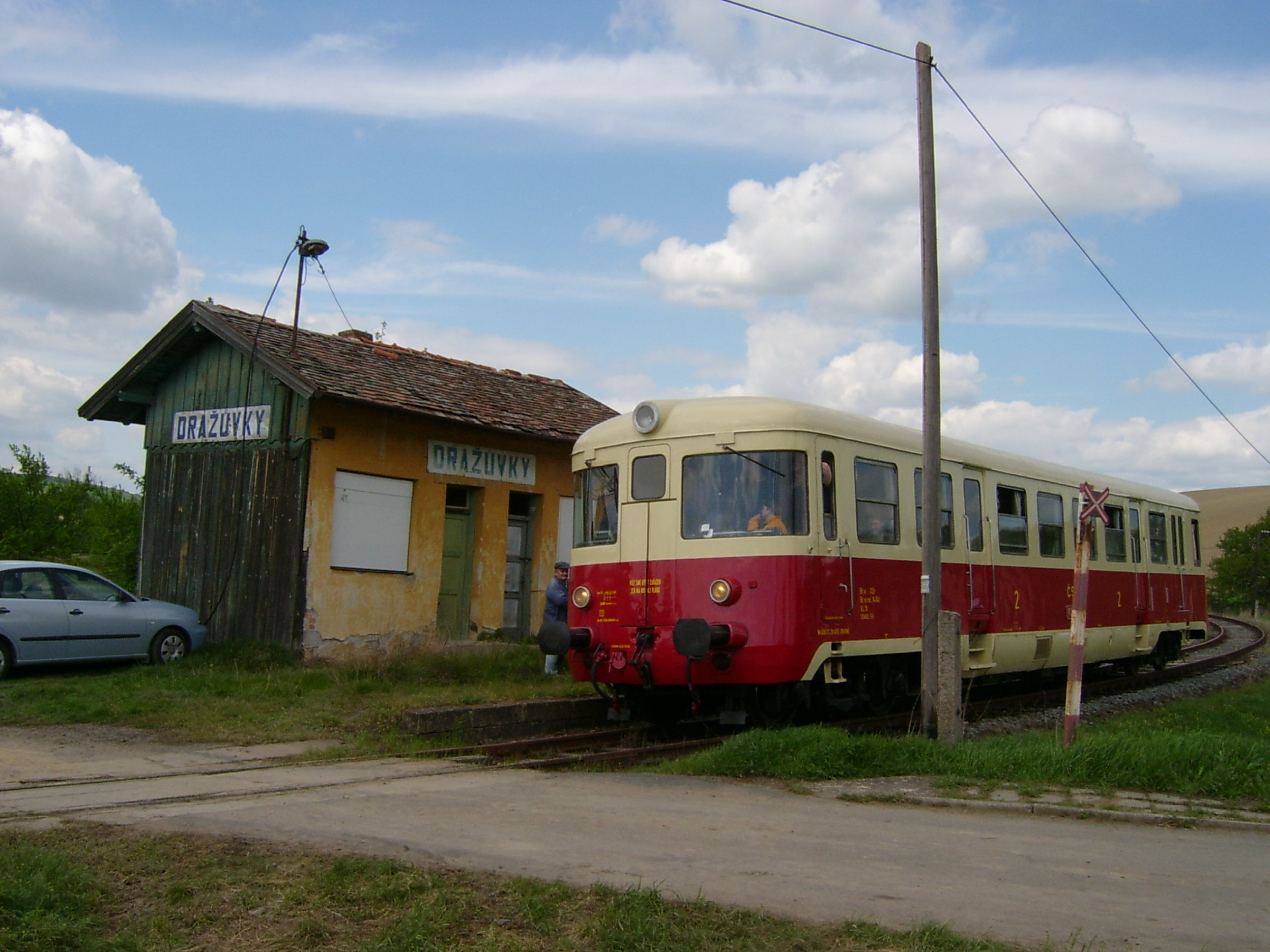
Vůz M 240.0113 v zastávce Dražůvky v roce 2005

Motorové vozy řady M 230.5 byly původně zamýšleny jako náhrada tzv. hurvínků (řada M 131.1). Výroba dvou prototypů byla vagónce ve Studénce zadána v roce 1957. Podle původního plánu se mělo jednat o částečně odlišné vozy – jeden z nich měl mít mechanický přenos výkonu (označení M 230.4), druhý přenos hydrodynamický (řada M 230.5). Vzhledem k problémů ve vývoji mechanické převodovky byly oba vozy (rok výroby 1959) vybaveny převodovkou hydrodynamickou a oba tedy byly označeny řadou M 230.5. Po různých zkouškách byly zařazeny do osobního provozu a ve Studénce byla zahájena sériová výroba a v letech 1963 a 1964 tak bylo vyrobeno dalších 120 vozů označených již řadou M 240.0 (díky zvýšené maximální rychlosti). Prototypům byla v té době zvýšena maximální rychlost, přeznačeny ale byly až v roce 1977. K řadě M 240.0 bylo vyrobeno také 711 přípojných vozů Balm-k (přípojné vozy řady 020) a 30 vozů s poštovním oddílem řady BFalm (řada 022), které byly s motorovými vozy sladěny jak tvarově, tak barevně.
V provozu tyto motorové vozy částečně nahradily vozy řady M 131.1, oproti kterým přinesly na místní tratě pohodlnější cestování. Provozně však byly poměrně nespolehlivé a začaly být vyřazovány již v roce 1982 při dodávkách vozů řady M 152.0 (810). Od roku 1988 byla řada M 240.0 přeznačena na řadu 820. Rekonstruován byl pouze jediný vůz 820.114, a to roku 1995; po této rekonstrukci je možné jej spojovat s přípojnými vozy řady 010 a jim podobnými (řady 011–016).
Poslední pravidelný vlak vedený vozem řady 820 vyjel v Česku v květnu 2002, na Slovensku tomu bylo již o rok dříve. V některých oblastech České republiky ale byly nasazovány i nadále přibližně do roku 2007, kdy jezdily jako náhradní vozy za nepojízdná vozidla řady 810.
V současné době[kdy?] je v Česku 9 zachovaných kusů a na Slovensku 3 kusy. Většinou se jedná o historické vozy, které vyjíždí na občasné mimořádné jízdy. Jeden vůz sloužil firmě Unipetrol Doprava jako nehodový vůz, vůz prošel v roce 2019 rekonstrukcí a v současnosti je provozován u firmy Railway Capital.

## Historické vozy
- 820.033 (Loko-motiv Chomutov, depo Křimov)
- 820.039 (ŽSR – Železničné múzeum Slovenskej republiky, Občianske združenie Zubačka v Tisovci)
- 820.042 (ŽSR – Železničné múzeum Slovenskej republiky, depo Bratislava východ)
- 820.046 (Národní technické muzeum, depo Chomutov)
- 820.056 (České dráhy, zapůjčen spolku Zubačka)
- 820.057 (České dráhy, zapůjčen spolku Zubačka)
- 820.086 (KHT Zvolen)
- 820.089 (GW Train regio)[2]
- 820.100 (České dráhy, železniční muzeum Lužná u Rakovníka)
- 820.113 (Jiří Kotas, Klub přátel kolejových vozidel)
- 820.114 (České dráhy)
- 820.528 (Railway Capital, a. s.)

## Galerie
- Motorový vůz řady 820 při odjezdu ze železniční stanice Vrútky

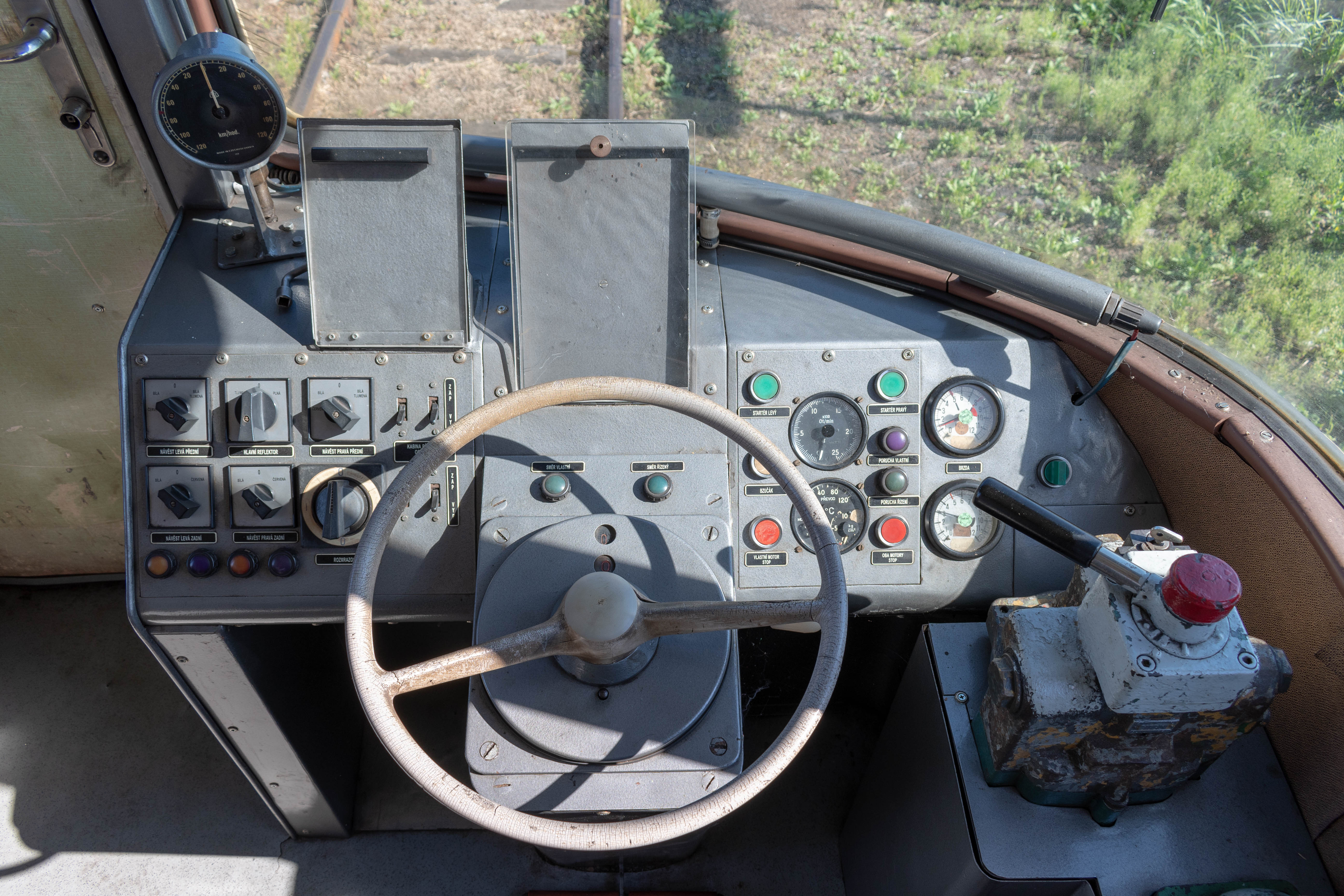
Stanoviště strojvedoucího v motorovém voze M 240.0113
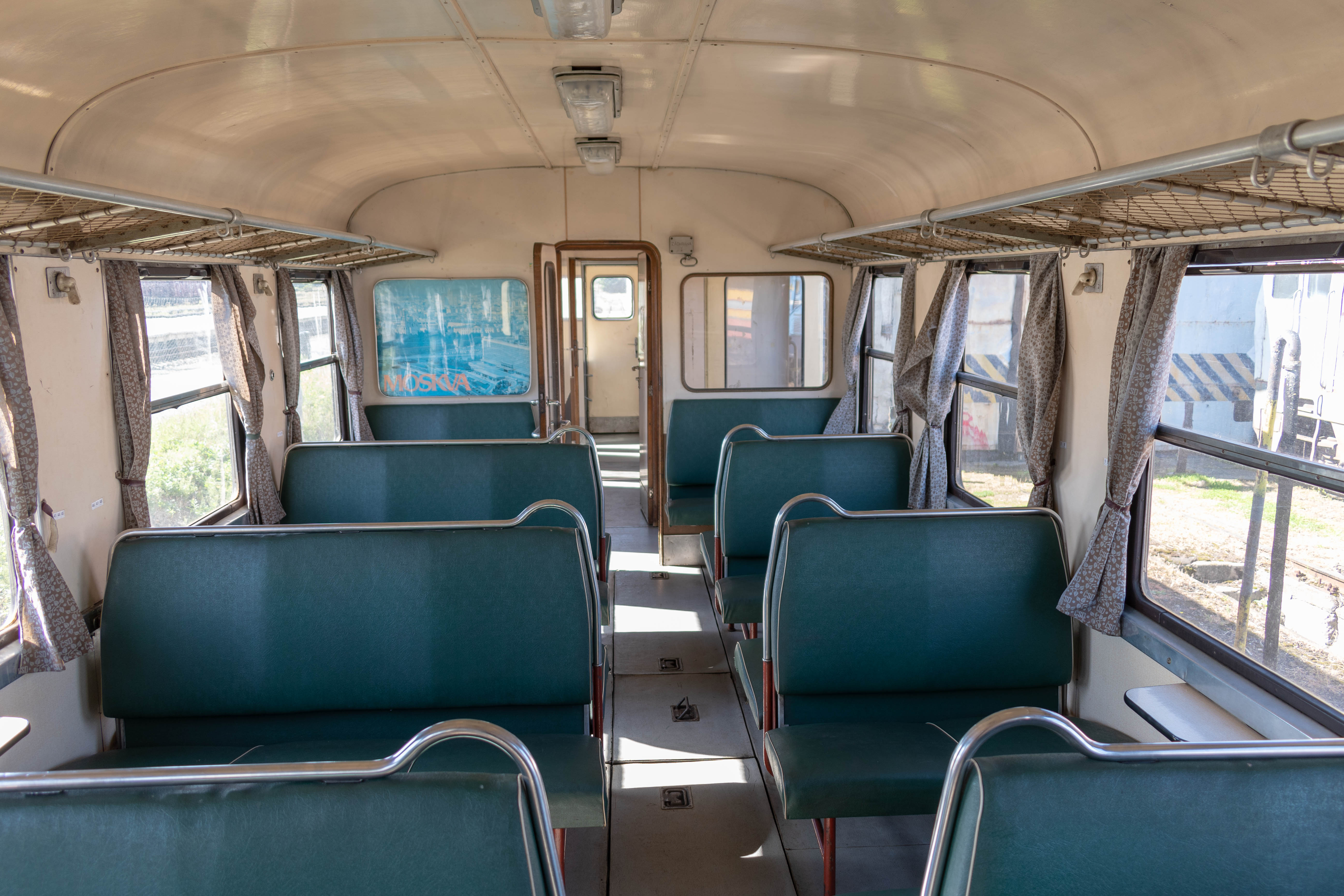
Interiér motorového vozu M 240.0113
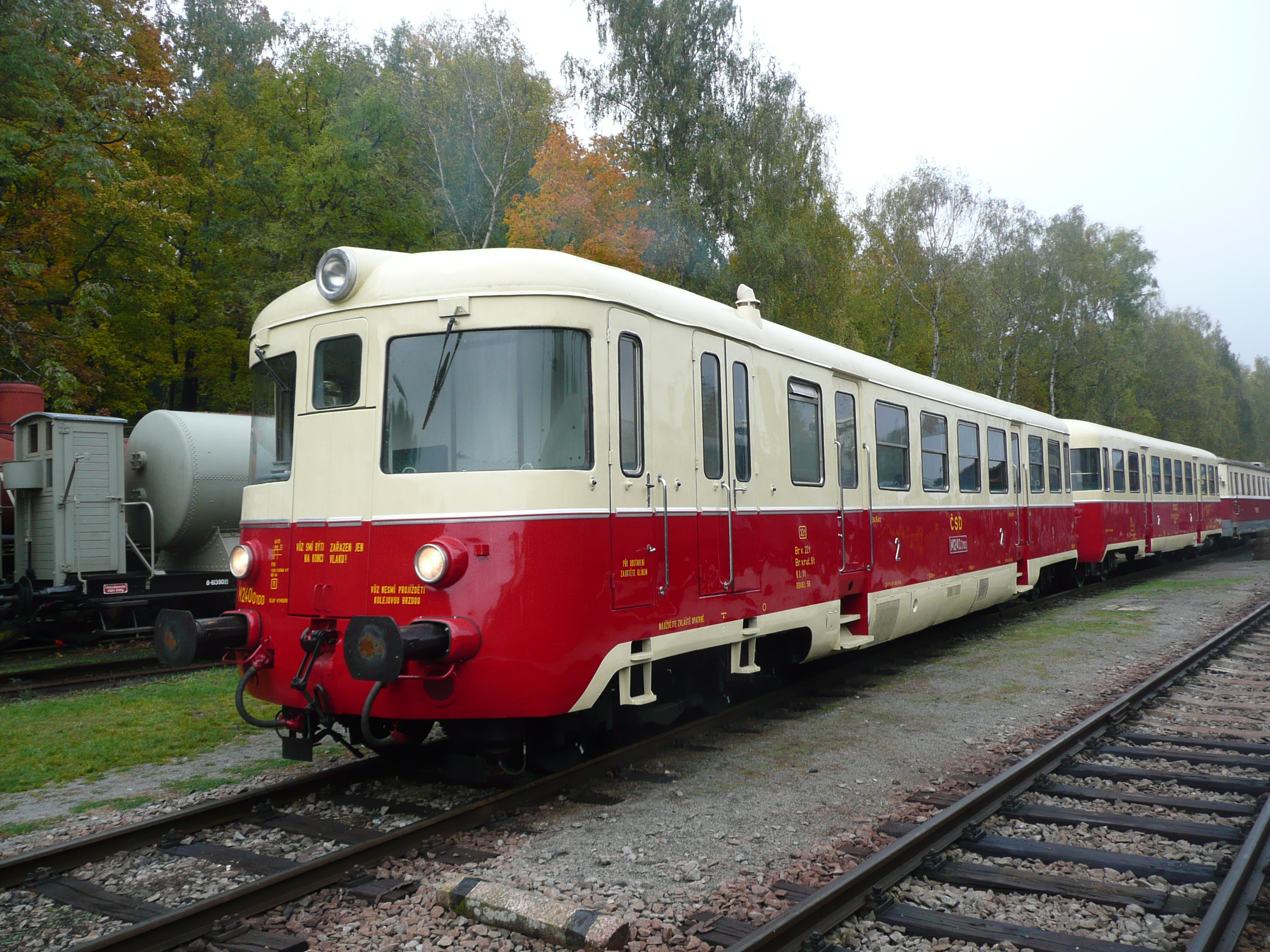
Motorový vůz M 240.0100 v železničním muzeu Lužná u Rakovníka
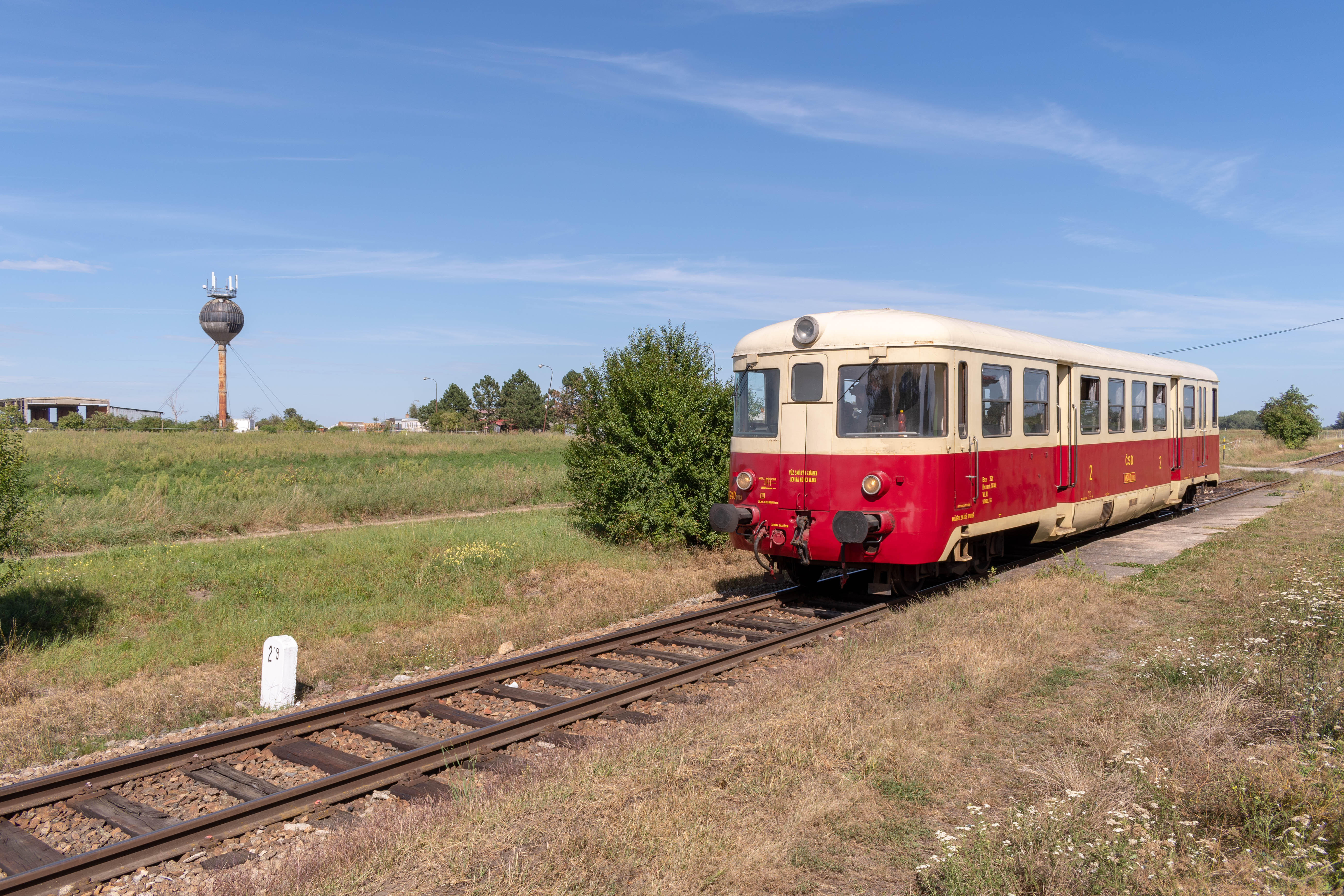
Motorový vůz M 240.0113 v zastávce Přibice na trati Vranovice–Pohořelice